# 北岸吴氏支祠
北岸吴氏支祠即叙伦堂，位于中国安徽省黄山市歙县北岸镇北岸村，紧靠北岸吴氏宗祠东侧，建于清朝。北岸吴氏在村内曾经建有众多支祠，如得全堂、文穆堂、作求堂等，现已所剩无几。
2017年，北岸吴氏支祠列为第五批黄山市文物保护单位。